# Collegio di Hampstead and Kilburn
Hampstead and Kilburn è stato un collegio elettorale situato nella Grande Londra, e rappresentato alla Camera dei comuni del Parlamento del Regno Unito. Eleggeva un membro del parlamento con il sistema first-past-the-post, ossia maggioritario a turno unico; il collegio è stato abolito in occasione della revisione periodica del 2024.

## Estensione
Il collegio copre una parte nord-occidentale del borgo londinese di Camden, e una parte orientale del borgo londinese di Brent, e comprende i seguenti ward elettorali:
- Belsize, Fortune Green, Frognal and Fitzjohns, Hampstead Town, Kilburn (Camden), Swiss Cottage, West Hampstead nel borgo londinese di Camden
- Brondesbury Park, Kilburn (Brent), Queens Park nel borgo londinese di Brent

## Membri del parlamento
| Elezione | Elezione     | Deputato         | Partito          |
| -------- | ------------ | ---------------- | ---------------- |
|          | 2010         | Glenda Jackson   | Laburista        |
| 2015     | Tulip Siddiq |                  | Laburista        |
|          | 2024         | Collegio abolito | Collegio abolito |

## Elezioni

### Elezioni negli anni 2010
| Partito                    | Partito                                | Candidato                  | Risultati 12 dicembre 2019 | Risultati 12 dicembre 2019 |
| Partito                    | Partito                                | Candidato                  | Voti                       | %                          |
| -------------------------- | -------------------------------------- | -------------------------- | -------------------------- | -------------------------- |
|                            | Laburista                              | Tulip Siddiq               | 28 080                     | 48,93                      |
|                            | Conservatore                           | Johnny Luk                 | 13 892                     | 24,21                      |
|                            | Lib Dem                                | Matt Sanders               | 13 121                     | 22,86                      |
|                            | Verdi                                  | David Stansell             | 1 608                      | 2,80                       |
|                            | Brexit                                 | James Pointon              | 684                        | 1,19                       |
|                            |                                        |                            |                            |                            |
| Iscritti                   | Iscritti                               | Iscritti                   | 82 432                     | 100,00                     |
| ↳ Votanti (% su iscritti)  | ↳ Votanti (% su iscritti)              | ↳ Votanti (% su iscritti)  | 57 385                     | 69,61                      |
| ↳ Astenuti (% su iscritti) | ↳ Astenuti (% su iscritti)             | ↳ Astenuti (% su iscritti) | 25 047                     | 30,39                      |
|                            |                                        |                            |                            |                            |
|                            | Esito: collegio confermato a Laburista |                            |                            |                            |

| Partito                    | Partito                                | Candidato                  | Risultati 8 giugno 2017 | Risultati 8 giugno 2017 |
| Partito                    | Partito                                | Candidato                  | Voti                    | %                       |
| -------------------------- | -------------------------------------- | -------------------------- | ----------------------- | ----------------------- |
|                            | Laburista                              | Tulip Siddiq               | 34 464                  | 59,01                   |
|                            | Conservatore                           | Claire-Louise Leyland      | 18 904                  | 32,37                   |
|                            | Lib Dem                                | Kirsty Allan               | 4 100                   | 7,02                    |
|                            | Verdi                                  | John Mansook               | 742                     | 1,27                    |
|                            | Indipendente                           | Hugh Easterbrook           | 136                     | 0,23                    |
|                            | Indipendente                           | Rainbow George Weiss       | 61                      | 0,10                    |
|                            |                                        |                            |                         |                         |
| Iscritti                   | Iscritti                               | Iscritti                   | 82 957                  | 100,00                  |
| ↳ Votanti (% su iscritti)  | ↳ Votanti (% su iscritti)              | ↳ Votanti (% su iscritti)  | 58 407                  | 70,41                   |
| ↳ Astenuti (% su iscritti) | ↳ Astenuti (% su iscritti)             | ↳ Astenuti (% su iscritti) | 24 550                  | 29,59                   |
|                            |                                        |                            |                         |                         |
|                            | Esito: collegio confermato a Laburista |                            |                         |                         |

| Partito                    | Partito                                | Candidato                  | Risultati 7 maggio 2015 | Risultati 7 maggio 2015 |
| Partito                    | Partito                                | Candidato                  | Voti                    | %                       |
| -------------------------- | -------------------------------------- | -------------------------- | ----------------------- | ----------------------- |
|                            | Laburista                              | Tulip Siddiq               | 23 977                  | 44,43                   |
|                            | Conservatore                           | Simon Marcus               | 22 839                  | 42,32                   |
|                            | Lib Dem                                | Maajid Nawaz               | 3 039                   | 5,63                    |
|                            | Verdi                                  | Rebecca Johnson            | 2 387                   | 4,42                    |
|                            | UKIP                                   | Magnus Nielsen             | 1 532                   | 2,84                    |
|                            | Indipendente                           | The Eurovisionary Carroll  | 113                     | 0,21                    |
|                            | U Party                                | Robin Ellison              | 77                      | 0,14                    |
|                            |                                        |                            |                         |                         |
| Iscritti                   | Iscritti                               | Iscritti                   | 80 195                  | 100,00                  |
| ↳ Votanti (% su iscritti)  | ↳ Votanti (% su iscritti)              | ↳ Votanti (% su iscritti)  | 53 964                  | 67,29                   |
| ↳ Astenuti (% su iscritti) | ↳ Astenuti (% su iscritti)             | ↳ Astenuti (% su iscritti) | 26 231                  | 32,71                   |
|                            |                                        |                            |                         |                         |
|                            | Esito: collegio confermato a Laburista |                            |                         |                         |

| Partito                    | Partito                                      | Candidato                  | Risultati 6 maggio 2010 | Risultati 6 maggio 2010 |
| Partito                    | Partito                                      | Candidato                  | Voti                    | %                       |
| -------------------------- | -------------------------------------------- | -------------------------- | ----------------------- | ----------------------- |
|                            | Laburista                                    | Glenda Jackson             | 17 322                  | 32,80                   |
|                            | Conservatore                                 | Chris Philp                | 17 290                  | 32,74                   |
|                            | Lib Dem                                      | Edward Fordham             | 16 491                  | 31,23                   |
|                            | Verdi                                        | Beatrix Campbell           | 759                     | 1,44                    |
|                            | UKIP                                         | Magnus Nielsen             | 408                     | 0,77                    |
|                            | BNP                                          | Victoria Moore             | 328                     | 0,62                    |
|                            | Tamsin Omond To The Commons                  | Tamsin Omond               | 123                     | 0,23                    |
|                            | Indipendente                                 | Gene Alcantara             | 91                      | 0,17                    |
|                            |                                              |                            |                         |                         |
| Iscritti                   | Iscritti                                     | Iscritti                   | 80 373                  | 100,00                  |
| ↳ Votanti (% su iscritti)  | ↳ Votanti (% su iscritti)                    | ↳ Votanti (% su iscritti)  | 52 822                  | 65,72                   |
| ↳ Astenuti (% su iscritti) | ↳ Astenuti (% su iscritti)                   | ↳ Astenuti (% su iscritti) | 27 551                  | 34,28                   |
|                            |                                              |                            |                         |                         |
|                            | Esito: collegio a Laburista (nuovo collegio) |                            |                         |                         |

## Risultati dei referendum

### Referendum sulla permanenza del Regno Unito nell'Unione europea del 2016
|             | Collegio              | Lasciare UE % | Rimanere in UE % |
| ----------- | --------------------- | ------------- | ---------------- |
|             | Hampstead and Kilburn | 23,4%         | 76,6%            |
|             | Inghilterra           | 53,3%         | 46,7%            |
| Regno Unito | 51,9%                 | 48,1%         |                  |